# No Reason
«No Reason» — сингл канадського рок-гурту Sum 41 з альбому «Chuck». Сингл вийшов спеціально для радіо, на пісню не знімали кліп. Пісня транслювалась тільки в США та Європі, в Billboard Modern Rock вона досягла 16 позиції. У фільмі Брудна любов показано, як Sum 41 співають в клубі пісню «No Reason». В онлайн-опитуванні фанати групи назвали «No Reason» найкращою піснею альбому «Chuck», а «We're All To Blame» другою.
Пісня звучить в іграх NFL Street 2 та Full Auto 2.

## Короткий огляд
Цю пісню часто називають «епічною баладою» Sum 41, як і «We're All to Blame» пісня містить більш політично та соціально направлену лірику, чим більшість пісень Sum 41. Група не пояснює значення лірики, але за певними теоріями в пісні розповідається про людей, які роблять свідомо неправильні дії, усвідомлюють це, але всеодно продовжують. Про це говорить фраза «when we all fall down it will be too late». Фраза «Everything but time is running out!» може бути натяком на теперішню екологічну ситуацію (а саме, нафтова криза).
«No Reason» була однією з перших пісень, записаних для альбому «Chuck», в пісні поєднується такі стилі як панк-рок и альтернативний метал.

## Виконавці
- Деррік «Bizzy D» Уіблі — гітара, вокал
- Дейв «Brownsound» Бекш (Dave Baksh) — гітара, бек-вокал
- Джейсон «Cone» МакКеслін — бас-гітара, бек-вокал
- Стів «Stevo32» Джокс — ударні, бек-вокал